# سابویا
سابویا (انگلیسی: Saboyá) نام شهری در کشور کلمبیا است.